# Sidney Mason
Sidney Mason (Paterson, 1886 – New York, 1º marzo 1923) è stato un attore statunitense del cinema muto. Fu anche attore teatrale e il suo nome appare in spettacoli di Broadway.
Morì a soli 37 anni a New York il 1º marzo 1923.

## Filmografia
- His Neighbor's Wife, regia di Edwin S. Porter (1913)
- Elsie's Uncle (1914)
- The Builder of Bridges, regia di George Irving (1915)
- The Vivisectionist
- The Seven Sisters, regia di Sidney Olcott (1915)
- A Mother's Confession
- Capital Punishment, regia di Joseph Levering (1915)
- The Unsuspected Isles, regia di William F. Haddock (1915)
- Sunshine and Tempest, regia di William F. Haddock (1915)
- John Glayde's Honor, regia di George Irving (1915)
- The Devil's Darling, regia di William F. Haddock (1915)
- The Ace of Death, regia di William F. Haddock (1915)
- The Secret Agent (1916)
- The Dead Alive
- Feathertop, regia di Henry J. Vernot (come Henry Vernot) (1916)
- Flames of Vengeance, regia di Edwin Middleton (1916)
- The Daughter of MacGregor, regia di Sidney Olcott (1916)
- The Honor of Mary Blake, regia di Edwin Stevens (1916)
- The Boy Girl , regia di Edwin Stevens (1917)
- Susan's Gentleman , regia di Edwin Stevens (1917)
- Little Miss Nobody, regia di Harry F. Millarde (come Harry Millard) (1917)
- The Peddler
- The Little Terror, regia di Rex Ingram (1917)
- The Painted Madonna, regia di Oscar A. C. Lund (1917)
- The Forbidden Path, regia di J. Gordon Edwards (1918)
- Suicidio morale (Moral Suicide), regia di Ivan Abramson (1918)
- Peg of the Pirates, regia di O.A.C. Lund (1918)
- Il bastardo prussiano (The Prussian Cur), regia di R.A. Walsh (Raoul Walsh) (1918)
- Bonnie Annie Laurie, regia di Harry Millarde (1918)
- A Fallen Idol, regia di Kenean Buel (1918)
- The Unbroken Promise, regia di Frank Powell (1919)
- The Trap, regia di Frank Reicher (1920)
- A Modern Salome, regia di Léonce Perret (1920)
- The Good-Bad Wife, regia di Vera McCord (1920)
- Birthright, regia di Edward L. Hemmer (1920)
- The Marriage Blunder (1920)
- Orphan Sally, regia di Edward L. Hemmer (1922)